# Lista de prefeitos de Cupira
Esta é a lista de prefeitos e vice-prefeitos do município de Cupira, estado brasileiro de Pernambuco.
| Nº | Nome                                             | Imagem                                      | Partido | Vice-prefeito                                  | Início do mandato      | Fim do mandato                                        | Observações                                   |
| 1  | José Francisco de Amorim (Zé Francisco)          |                                             | PTB     | João Duarte de Oliveira                        | 20 de maio de 1954     | 15 de novembro de 1955                                | Prefeito eleito em sufrágio universal         |
| 2  | Sebastião Marques de Mello Bastos (Major Bastos) |                                             | PRT     | César Augusto Matos                            | 15 de novembro de 1955 | 15 de novembro de 1959                                | Prefeito eleito em sufrágio universal         |
| 3  | José Pontes Filho (Dedo Pontes)                  |                                             | PTB     | José Maria Rosa Júnior                         | 15 de novembro de 1959 | 15 de novembro de 1963                                | Prefeito eleito em sufrágio universal         |
| 4  | Ezequiel Bertino de Almeida                      |                                             | PSD     | Álvaro Bettencourt de Athayde                  | 15 de novembro de 1963 | 31 de janeiro de 1969                                 | Prefeito e vice eleitos em sufrágio universal |
| 5  | Manoel Joaquim da Silva (Manoel Totô)            |                                             | ARENA   | José Francisco de Amorim (Zé Francisco)        | 31 de janeiro de 1969  | 31 de janeiro de 1973                                 | Prefeito e vice eleitos em sufrágio universal |
| 6  | Ezequiel Bertino de Almeida                      |                                             | ARENA   | João José de Souza (João Veríssimo)            | 31 de janeiro de 1973  | 31 de janeiro de 1977                                 | Prefeito e vice eleitos em sufrágio universal |
| 7  | José João Inácio (Zé Inácio)                     |                                             | MDB     | Ataídes Olindino de Oliveira                   | 31 de janeiro de 1977  | 31 de janeiro de 1983                                 | Prefeito e vice eleitos em sufrágio universal |
| 8  | João José de Souza (João Veríssimo)              |                                             | PDS     | Severino José Agostinho                        | 31 de janeiro de 1983  | 1º de janeiro de 1989                                 | Prefeito e vice eleitos em sufrágio universal |
| 9  | José João Inácio (Zé Inácio)                     |                                             | PDT     | José Maria Leite de Macêdo (Zé Maria)          | 1º de janeiro de 1989  | 1º de janeiro de 1993                                 | Prefeito e vice eleitos em sufrágio universal |
| 10 | José Maria Leite de Macêdo (Zé Maria)            |                                             | PFL     | José Batista Filho (Zezé Batista)              | 1º de janeiro de 1993  | 1º de janeiro de 1997                                 | Prefeito e vice eleitos em sufrágio universal |
| 11 | José João Inácio (Zé Inácio)                     |                                             | PFL     | Antônio João Inácio da Silva                   | 1º de janeiro de 1997  | 1º de janeiro de 2001                                 | Prefeito e vice eleitos em sufrágio universal |
| 12 | Bival Alves de Melo                              |                                             | PSB     | Antônio João Inácio da Silva                   | 1º de janeiro de 2001  | 1º de janeiro de 2005                                 | Prefeito e vice eleitos em sufrágio universal |
| 13 | José João Inácio (Zé Inácio)                     |                                             | PDT     | Fátima Iara Pinheiro Lessa (PPS)               | 1º de janeiro de 2005  | 1º de janeiro de 2009                                 | Prefeito e vice eleitos em sufrágio universal |
| 14 | Sandoval José de Luna                            |                                             | PDT     | Edson Ferreira Calado (Tica de Baé) (PDT)/(PP) | 1º de janeiro de 2009  | 1º de janeiro de 2013                                 | Prefeito e vice eleitos em sufrágio universal |
| 14 | Sandoval José de Luna                            | 1º de janeiro de 2013                       | PDT     | Edson Ferreira Calado (Tica de Baé) (PDT)/(PP) | 1º de janeiro de 2017  | Prefeito e vice reeleitos em sufrágio universal       |                                               |
| 15 | José Maria Leite de Macedo (Zé Maria)            |                                             | DEM     | José Ricardo de Araújo (Zé Ricardo) (PSB)      | 1º de janeiro de 2017  | 1° de janeiro de 2021                                 | Prefeito e vice eleitos em sufrágio universal |
| 15 | José Maria Leite de Macedo (Zé Maria)            | Eduardo Da Fonseca Lira (Duda Gobets) (PSL) | DEM     | 1° de janeiro de 2021                          | 31 de dezembro de 2024 | Prefeito reeleito e vice eleito em sufrágio universal |                                               |
| 16 | Eduardo da Fonseca Lira( Duda Gobets)            |                                             | UNIÃO   | Dr. Golbery Lopes Lins (PL)                    | 1° de janeiro de 2025  | Atualidade                                            | Prefeito e vice eleitos em sufrágio universal |